# National Unity Democratic Organisation
De National Unity Democratic Organisation (NUDO) is een Namibische politieke partij. Ze maakte tot 2003 deel uit van de DTA (nu PDM). De partij komt voornamelijk op voor de belangen van de Herero. Het ijvert voor decentralisatie en eist herstelbetalingen van Duitsland voor de Genocide op Herero's van 1904-1907. De partijvoorzitter is Esther Muinjangue.

## Geschiedenis
NUDO werd opgericht door Mburumba Kerina, Clemens Kapuuo en Hosea Kutako in september 1965 op advies van de Herero Chief's Council. Het was in die tijd een organisatie die voornamelijk Herero-aanhangers had. Op de Turnhalle Constitutionele Conferentie van 1975 tot 1977 kwamen verschillende etnisch gebaseerde partijen overeen om zich bij de Democratische Turnhalle Alliantie (DTA) aan te sluiten, met als reden om zo gezamenlijk oppositie te voeren tegen de SWAPO, die op dat moment de strijd voor Namibische onafhankelijkheid in een guerrillaoorlog had veranderd.
NUDO bleef deel uitmaken van de DTA totdat het zich in september 2003 terugtrok, nadat het de DTA ervan beschuldigde niet de belangen van de Herero te behartigen. De partij hield daarna in januari 2004 haar eerste congres.

## Leiderschap
Esther Utjiua Muinjangue werd de eerste gekozen vrouwelijke president van de partij en de eerste gekozen vrouwelijke leider van een Namibische politieke partij, nadat ze het raadslid van het kiesdistrict Okakarara, Vetaruhe Kandorozu, tijdens het derde verkiezingscongres van de partij versloeg. Op dit congres, dat werd gehouden in Windhoek op 25 en 26 maart 2019, werd Peter Kazongominja tot vice-president gekozen en Joseph Kauandenge tot secretaris-generaal. Muinjangue versloeg het raadslid met 240 tegen 227 stemmen.

## Verkiezingsuitslagen

### Presidentsverkiezingen
| Verkiezing | Kandidaat         | Stemmen | %     | Resultaat |
| ---------- | ----------------- | ------- | ----- | --------- |
| 2004       | Kuaima Riruako    | 34.651  | 4,23% | Verloren  |
| 2009       | Kuaima Riruako    | 23.735  | 2,92% | Verloren  |
| 2014       | Asser Mbai        | 16.740  | 1,88% | Verloren  |
| 2019       | Esther Muinjangue | 12.039  | 1,5%  | Verloren  |

### Verkiezingen Nationale Assemblee
| Verkiezing | Leider            | Stemmen | %     | Zetels | +/– |
| ---------- | ----------------- | ------- | ----- | ------ | --- |
| 2004       | Kuaima Riruako    | 34.814  | 4,25% | 3 / 72 | +3  |
| 2009       | Kuaima Riruako    | 24.422  | 3,01% | 2 / 72 | -1  |
| 2014       | Asser Mbai        | 17,942  | 2,01% | 2 / 96 | 0   |
| 2019       | Esther Muinjangue | 16.066  | 1,96% | 2 / 96 | 0   |

### Lokale verkiezingen
| Verkiezing | Zetels   |
| ---------- | -------- |
| 2004       | 09 / 303 |
| 2010       | 09 / 327 |
| 2015       | 11 / 378 |

Bij de parlementsverkiezingen van 15 en 16 november 2004 behaalde de partij 4,1% van de stemmen en 3 van de 78 zetels. Herero Chief Kuaima Riruako, de president van NUDO, was de kandidaat bij de gelijktijdige presidentsverkiezingen en werd vierde met 4,23% van de nationale stemmen. NUDO-president Kuaima Riruako stierf op 2 juni 2014 en werd opgevolgd door Asser Mbai. Bij de verkiezingen voor de Nationale Assemblee van 2014 won NUDO 2 zetels die gingen naar president Asser Mbai en secretaris-generaal Meundju Jahanika.